# Queniquea
Queniquea è una piccola località agricola e poco industrializzata, capitale del municipio Sucre nello Stato Táchira in Venezuela. È anche la sede di istituti governativi, educativi e sanitari, e di uffici di imprese pubbliche e private.

## Geografia
Si trova su un altopiano circondato da due fiumi, a un'altitudine media di 1597 m.s.l.m. e presenta un terreno montagnoso con pendenze tra il 35 e il 65%.
La sua temperatura media è di 18 °C, con una precipitazione media annua 1.212 millimetri. Il tempo è quindi piovoso generando una vegetazione ricca e variegata, tipica della foresta pluviale montana molto umida.
Per quanto riguarda l'idrografia, si tratta di una zona abbastanza ricca di numerosi torrenti e corsi d'acqua che sono affluenti del fiume Queniquea (San Parote), che è uno degli affluenti del Táchira regionale Acquedotto.

## Galleria d'immagini

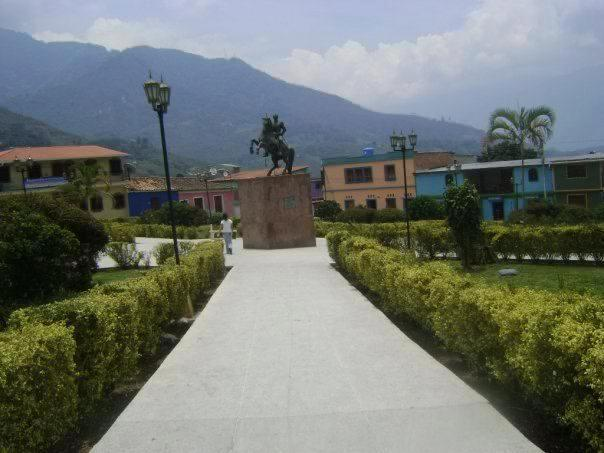
Plaza Bolívar.
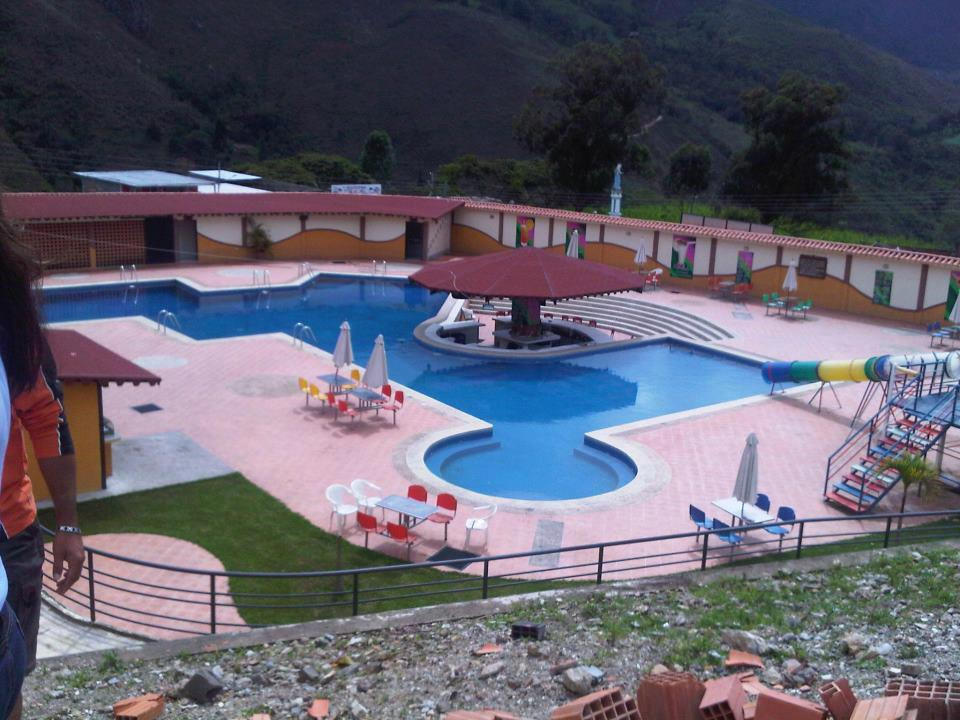
Piscina de la Posada Turística.
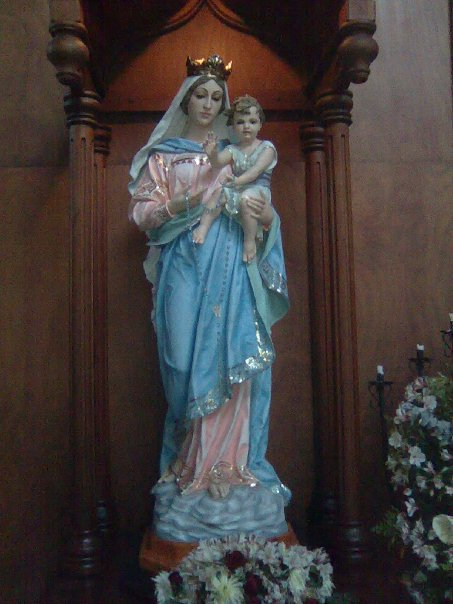
Nuestra Señora del Rosario Patrona de Queniquea
- Molino de Trigo Tradicional